# Diofanto (generale pontico)
Diofanto (Greco: Διόφαντος; fl. II secolo a.C.) è stato un militare greco antico, figlio di Asclepiodoro, di Sinope, al servizio del re del Ponto Mitridate VI.

## Biografia
Il generale Diofanto fu attivo nelle campagne mitridatiche presso il Regno dei Cimmeri sul Bosforo e altrove attorno al Mar Nero. Un'iscrizione trovata durante degli scavi nel Chersoneso Taurico glorifica Diofanto come "il primo invasore straniero a conquistare gli Sciti".
Durante la sua prima spedizione in Crimea, levò l'assedio del Chersoneso posto dal re Scitico Palaco e sottomise i suoi alleati, i Tauri. Portò a termine questa campagna presso Neapoli Scitica. Durante la seconda campagna, Diofanto respinse un'altra invasione degli Sciti, che avevano unito le loro forze ai Roxolani guidati da Tasio. Durante queste campagne creo' una testa di ponte per Mitridate sulle rive orientali della Crimea.
Attorno al 107 a.C., Mitridate inviò Diofanto a Panticapeo con la missione di persuadere il re Perisade V a cedere il suo regno a Mitridate. Mentre egli era in città, gli Sciti, guidati da un certo Saumaco, si ribellarono e uccisero Perisade, mentre Diofante fece appena in tempo a scappare verso il Chersoneso. Tornato nel Ponto, Diofante raccolse nuove forze e salpò per la Crimea con una grande flotta. La sedizione Scitica fu soffocata e la Crimea fu ridotta ad uno stato vassallo.